# Claude Sirvent
Pas d'image ? Cliquez ici

a Compétitions nationales et continentales officielles uniquement.

b Matchs officiels uniquement.
Claude Sirvent, né le 6 février 1971 à Foix, est un joueur de rugby à XIII français évoluant au poste d'ailier ou de centre.

## Biographie
Formé au rugby à XV à Daumazan-sur-Arize où jouait son père, il opte pour le rugby à XIII à la fin des années 1980 et rejoint Saint-Gaudens. Il y devient l'un des meilleurs joueurs de rugby à XIII français des années 1990 remportant avec ce club le Championnat de France en 1991 et 2004, ainsi que deux titres de Coupe de France en 1991 et 1992.
Ses prestations en club l'amènent à être sélectionné en équipe de France entre 1992 et 2004 prenant part aux éditions de la Coupe du monde en 1992 et 2000.
Il fait ses premiers pas en rugby à XIII à Vernajoul dont ont été également issus les internationaux Jacques Moliner, Lilian Hébert et Christophe Moly.
Claude Sirvent est considéré comme « l'enfant de l'Ariège et de la ville de Foix », une région dont il est originaire. Il totalise quarante-six capes et marquera soixante-quatre points pour l'équipe de France.

### Participation à la Coupe du monde 2000
Composition de l'équipe de France :

## Palmarès
- Collectif :
  - Vainqueur du Championnat de France : 1991 et 2004 (Saint-Gaudens).
  - Vainqueur de la Coupe de France : 1991 et 1992 (Saint-Gaudens).
  - Finaliste du Championnat de France : 1999 et 2003 (Saint-Gaudens).